# فیض‌آباد (رشتخوار)
فیض‌آباد (رشتخوار)، روستایی از توابع بخش جنگل شهرستان رشتخوار در استان خراسان رضوی ایران است.

## جمعیت
این روستا در دهستان شعبه قرار دارد و براساس سرشماری مرکز آمار ایران در سال ۱۳۸۵، جمعیت آن ۲۱۳ نفر (۶۰خانوار) بوده‌است.